# Титон
Вижте пояснителната страница за други значения на Титон.
Титон е герой от древногръцката митология, син на троянския цар Лаомедонт, брат на Приам и баща на Мемнон.
Заради голямата му хубост Еос го похитила и се оженила за него. По нейна молба Зевс го дарил с безсмъртие, но не и с вечна младост. Непрекъснато се състарявал и смалявал, докато накрая се превърнал в щурец.